# Zlatne žice Slavonije
Zlatne žice Slavonije je glazbeni festival za tamburice, folklor i pop glazbu koji se svake godine održava u Požegi. Moderni festival održava se svake godine od 1990. Festival je pored glazbe poznat i po vinima, gastronomiji, izložbama i sportskim natjecanjima. Oko 40 000 posjetitelja i 100 novinara očekuje se da prisustvuju festivalu. 
Prvi festival u Požegi održan je 1969. pa sve do 1981.

## Pobjednici tamburica
- 2005 - Slavonske lole za skladbu Ti si moje najmilije[2]

## Pobjednici pop glazbe
- 2005 - Miroslav Škoro za skladbu Golubica[2]